# Cryptomya blackburnae
Cryptomya blackburnae is een tweekleppigensoort uit de familie van de Myidae. De wetenschappelijke naam van de soort is voor het eerst geldig gepubliceerd in 1998 door Lamprell & Stanisic.